# Linda Hunt
Pour l’article homonyme, voir Hunt.
Lydia Hunter, dite Linda Hunt, est une actrice américaine née le 2 avril 1945 à Morristown (New Jersey).
Sa performance dans le film L'Année de tous les dangers (1982) de Peter Weir, où elle interprète un personnage masculin, lui vaut plusieurs récompenses, dont l'Oscar de la meilleure actrice dans un second rôle, et des nominations dont le Golden Globe de la meilleure actrice dans un second rôle.
En 2009, elle tient le rôle de Henrietta « Hetty » Lange dans la série télévisée policière NCIS : Los Angeles. Elle assure également la voix de la narratrice dans la série de jeux vidéo God of War (2005-2013).

## Biographie

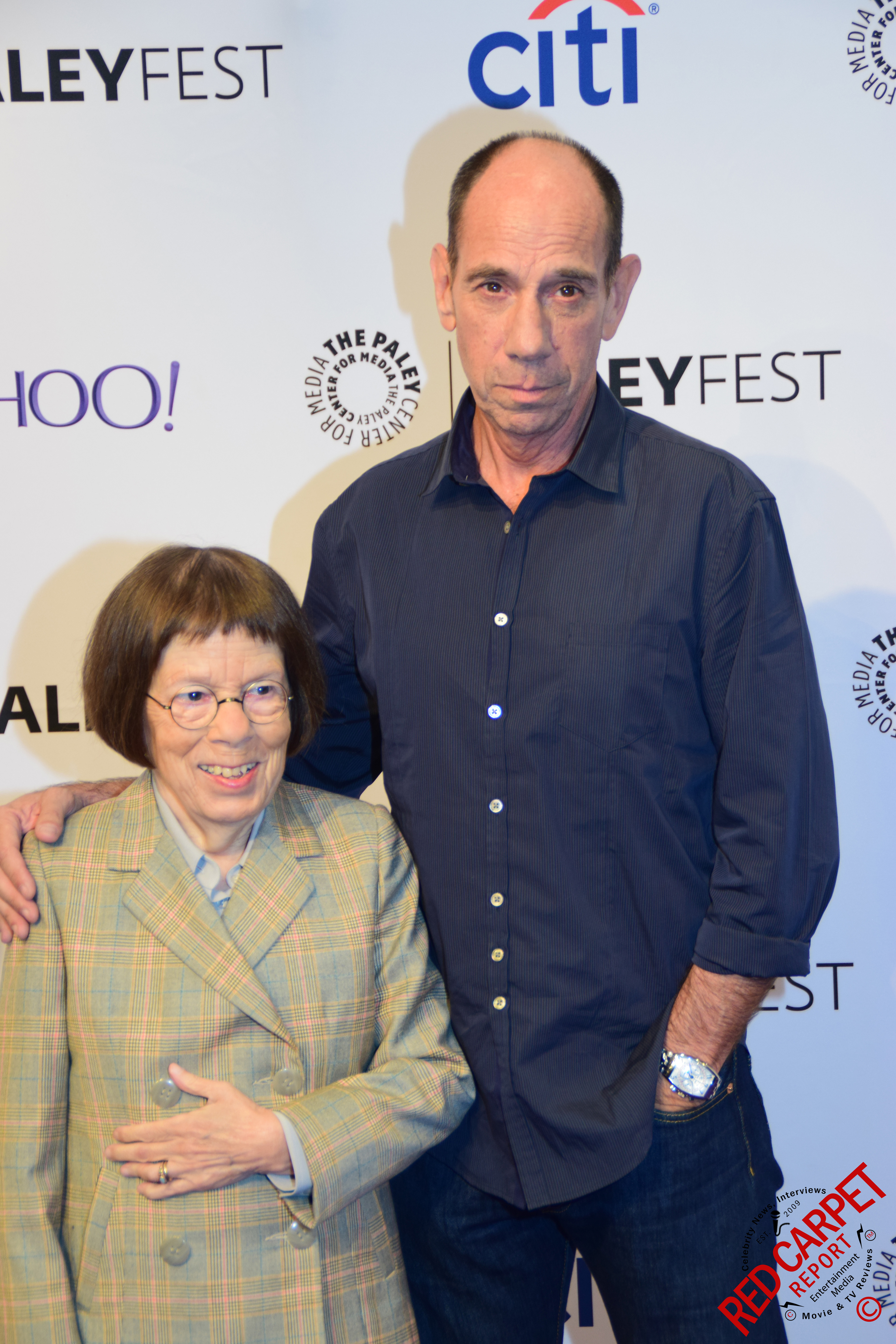
Linda Hunt et Miguel Ferrer en 2015.

Lydia Susanna Hunter naît le 2 avril 1945 à Morristown, dans le New Jersey. Elle est la fille d'Elsie Doying, professeure de piano, et de Raymond Davy Hunter, vice-président d'une compagnie pétrolière de Long Island, la Harper Fuel Oil. Elle a une sœur, prénommée Marcia.
Elle est atteinte de nanisme hypopituitaire (et non, comme l'affirment certains blogs, du syndrome de Turner), ce qui fait qu'elle a une taille (1,45 m) bien en dessous de la moyenne.
Linda Hunt étudie à l'université Interlochen Arts Academy et à l'université DePaul.

### Carrière
Elle interprète un personnage masculin, Billy Kwan, dans le film L'Année de tous les dangers de Peter Weir, qui lui vaut une nomination aux Golden Globes avant d'être récompensée par l'Oscar de la meilleure actrice dans un second rôle lors de la cérémonie de 1984.
Elle sert de modèle à Brad Bird pour le personnage d'Edna E. Mode dans le film d'animation Les Indestructibles.

### Vie privée
Linda Hunt est en couple avec Karen Kline, psychothérapeute, depuis 1987 ; elles se marient en 2008.

## Filmographie
Sauf indication contraire, les informations mentionnées dans cette section peuvent être confirmées par la base de données cinématographiques IMDb,  présente dans la section « Liens externes ».

### Cinéma
- 1981 : Popeye de Robert Altman
- 1982 : L'Année de tous les dangers (The Year of Living Dangerously) de Peter Weir : Billy
- 1984 : Dune de David Lynch : Shadout Mapes
- 1984 : Les Bostoniennes de James Ivory
- 1985 : Silverado de Lawrence Kasdan
- 1985 : Eleni de Peter Yates
- 1986 : Rawhead Rex
- 1987 : Waiting for the Moon de Jill Godmilow
- 1989 : She-Devil, la diable de Susan Seidelman
- 1990 : Un flic à la maternelle de Ivan Reitman : Miss Schlowski
- 1991 : Espion junior de William Dear
- 1992 : Rain Without Thunder de Gary O. Bennett
- 1993 : Twenty Bucks de Keva Rosenfeld
- 1993 : Maverick de Richard Donner
- 1993 : Younger and Younger de Percy Adlon
- 1994 : Prêt-à-porter de Robert Altman
- 1996 : Mariette in Ecstasy
- 1997 : Relic de Peter Hyams : Dr Ann Cuthbert
- 2002 : Apparitions de Tom Shadyac : Sœur Madeline
- 2005 : Une famille 2 en 1 de Raja Gosnell.
- 2018 : Solo: A Star Wars Story de Ron Howard : Lady Proxima (voix)

### Télévision
- 1978 : Hallmark Hall of Fame (saison 28, épisode 2) : Mona
- 1993 : Space Rangers (en) : le commandant Chennault
- 1997 à 2002 : The Practice : la juge Zoey Hiller
- 2003 à 2005 : La Caravane de l'étrange : la direction (voix)
- 2007 à 2008 : The Unit : Commando d'élite : le docteur Eudora Hobbs
- 2008 : FBI : Portés disparus : le docteur Claire Bryson
- 2009 à 2023 : NCIS : Los Angeles : Henrietta "Hetty" Lange (principal saison 1 à 12, invitée saison 13 et 14)
- 2014 : Scorpion : Henrietta "Hetty" Lange

### Doublage (création de voix)

#### Films d'animation
- 1995 : Pocahontas, une légende indienne de Mike Gabriel et Eric Goldberg : Grand-mère Feuillage
- 1998 : Pocahontas 2 de Tom Ellery et Bradley Raymond : Grand-mère Feuillage

#### Jeux vidéo
- 2005 : God of War : narratrice
- 2007 : God of War II : Gaïa / narratrice
- 2008 : God of War: Chains of Olympus : narratrice
- 2010 : God of War III : narratrice
- 2010 : God of War: Ghost of Sparta : narratrice
- 2013 : God of War: Ascension : narratrice

## Distinctions
Sauf indication contraire, les informations mentionnées dans cette section peuvent être confirmées par la base de données cinématographiques IMDb,  présente dans la section « Liens externes ».

### Récompenses
- Australian Film Institute Awards 1983 :
  - Meilleure actrice dans un second rôle pour L'Année de tous les dangers
  - Prix du jury pour L'Année de tous les dangers
- National Board of Review 1983 : meilleure actrice dans un second rôle pour L'Année de tous les dangers
- Los Angeles Film Critics Association 1983 : meilleure actrice dans un second rôle pour L'Année de tous les dangers
- Kansas City Film Critics Circle 1983 : meilleure actrice dans un second rôle pour L'Année de tous les dangers
- Boston Society of Film Critics 1984 : meilleure actrice dans un second rôle pour L'Année de tous les dangers (à égalité avec Mia Farrow pour Zelig)
- Oscars 1984 : meilleure actrice dans un second rôle pour L'Année de tous les dangers
- National Board of Review 1993 : meilleure distribution pour Prêt-à-porter (récompense partagée avec d'autres interprètes du film)
- Teen Choice Awards 2011 : choix de l'actrice de télévision pour NCIS : Los Angeles
- Teen Choice Awards 2012 : choix de l'actrice de télévision pour NCIS : Los Angeles

### Nominations
- Golden Globes 1984 : meilleure actrice dans un second rôle pour L'Année de tous les dangers